# گل‌تپه (قوبا)
گل‌تپه (به لاتین: Gültəpə، پیش‌تر تکه شیخی Təkyə Şıxı) یک منطقه مسکونی در جمهوری آذربایجان است که در شهرستان قوبا واقع شده است. گل‌تپه ۴۱۴ نفر جمعیت دارد.